# بيتر لو سو يين
بيتر لو سو يين هو سياسي ماليزي، ولد في 19 مايو 1923 في سانداكان في ماليزيا، وتوفي في 2020. نشط حزبياً في Sabah Chinese Association ‏. وقد انتخب عضو ديوان الرعية ‏.